# Jam Films
『Jam Films』（ジャム フィルムズ）は、ショートフィルムを集めた日本映画のオムニバスシリーズ。現在までに『Jam Films』（2002年）、『Jam Films 2』（2004年）、『Jam Films S』（2005年）の3本が公開されている。セガ、アミューズなどを中心に製作された。
同作品スタッフが制作した関係作品に『female』（2005年）がある。

## Jam Films
- 2002年12月28日公開
- 製作：セガ／共同製作：アミューズ
- プロデュース：河井信哉（河井真也）
- 製作総指揮：香山哲、大里洋吉
- エグゼクティブ･プロデューサー：梅村宗宏
- プロデューサー：梅川治男
- オープニングCG：原田大三郎
- オープニングテーマ：くるり「水中モーター(Jam Remix)」
- エンディングテーマ：マンデイ満ちる
- 上映時間：109分

### the messenger -弔いは夜の果てで-
- 監督：北村龍平
- 出演：魚谷佳苗、北村一輝、坂口拓

### けん玉
- 監督：篠原哲雄
- 出演：山崎まさよし、篠原涼子、山田幸伸、氏家恵、あがた森魚

### コールドスリープ
- 監督：飯田譲治
- 出演：大沢たかお、角田ともみ、筒井康隆、ティーシャ、サムエル・ポップ、メクダシ・カリル、アルバート・スミス

### Pandora -Hong Kong Leg-
- 監督：望月六郎
- 出演：吉本多香美、篠原さとし、麿赤兒、小柳正貴、飛岡さや

### HIJIKI
- 監督：堤幸彦
- 出演：佐々木蔵之介、秋山菜津子、氏家恵、高橋愛

### JUSTICE
- 監督：行定勲
- 出演：妻夫木聡、綾瀬はるか、クリスチャン・ストームズ、新井浩文、三浦哲郁、福井裕佳梨、栗原瞳

### ARITA
- 監督：岩井俊二
- 出演：広末涼子

## Jam Films 2
- 2004年3月27日公開
- 製作：アミューズ、セガ、アミューズソフトエンタテインメント、ＩＭＡＧＩＣＡ
- プロデュース：河井信哉
- 製作指揮：大里洋吉、香山哲、長瀬文男
- エグゼクティブ･プロデューサー：宮下昌幸、梅村宗宏、橘田寿宏、高野力
- 企画：佐谷秀美、石田雄治
- アソシエイトプロデューサー：姫田伸也
- プロデューサー：渡辺和昌
- 上映時間：115分

### Japan culture lab. / 机上の空論
- 監督：小島淳二
- 出演：ラーメンズ、市川実日子、斉木しげる、ルースアン・リース、大木伸夫・佐藤雅俊（ACIDMAN）

### CLEAN ROOM
- 監督：高橋栄樹
- 出演：韓英恵、麻生久美子、角田紳太郎、手塚眞、津田寛治

### HOOPS MEN SOUL
- 監督：井上秀憲
- 出演：須賀貴匡、すほうれいこ、大森南朋、水橋研二、杉本彩、千聖&O-JIRO (PENICILLIN) 他

### FASTENER
- 監督：丹下紘希
- 出演：有岡大貴、嶋田久作、三浦由衣 他

## Jam Films S
- 2005年1月15日公開
- 製作：ミコット・エンド・バサラ、セガ、アミューズソフトエンタテインメント、葵プロモーション、東映チャンネル
- プロデュース：河井信哉
- エグゼクティブ・プロデューサー：三宅澄二、梅村宗宏
- プロデューサー：梅川治男
- テーマ曲：JUJU「COME FLY WITH ME」
- オリジナル・サウンドトラック：ソニー・ミュージックダイレクト
- 上映時間：118分

### Tuesday
- 監督：薗田賢次
- 出演：ZEEBRA、岩堀せり、金井勇太
- 音楽：ZEEBRA

### HEAVEN SENT
- 監督：高津隆一
- 出演：遠藤憲一、乙葉
- 音楽：森野宣彦、矢野大介

### ブラウス
- 監督：石川均
- 出演：小雪、大杉漣
- 音楽：神尾憲一

### NEW HORIZON
- 監督：手島領
- 出演：綾瀬はるか
- 音楽：蓮実重臣

### すべり台
- 監督：阿部雄一
- 出演：石原さとみ、柄本時生、山崎まさよし
- 音楽：いいのまさし

### α
- 監督：原田大三郎
- 出演：内山理名、スネオヘアー
- 音楽：スネオヘアー

### スーツ -suit-
- 監督：浜本正機
- 出演：藤木直人、小西真奈美、濱田マリ、清水一哉
- 音楽：NOISY FISHERMAN